# Cryptoplax dupuisi
Cryptoplax dupuisi is een keverslakkensoort uit de familie van de Cryptoplacidae. De wetenschappelijke naam van de soort is voor het eerst geldig gepubliceerd in 1931 door Ashby.